# Nazionalismo di prima generazione
I nazionalismi di prima generazione, chiamati anche nazionalismi centripeti, sono i nazionalismi emersi all'inizio del XIX secolo a seguito dell'invasione napoleonica di gran parte dell'Europa.

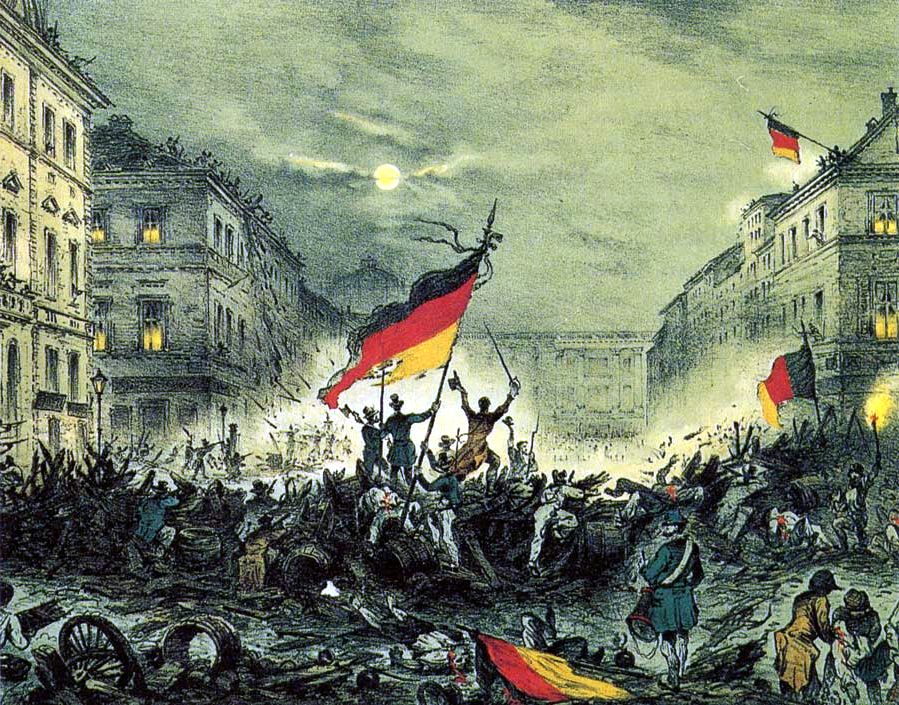
La rivoluzione tedesca del marzo 1848. Il nazionalismo tedesco rappresenta un nazionalismo di prima generazione

In questi paesi il nazionalismo emerse con un carattere conservatore e borghese influenzato dal romanticismo, attraverso il quale si guardava nostalgicamente al passato che, ad avviso del movimento, era più "romantico" della realtà del tempo. Si preoccupava di recuperare la storia nazionale, nella maggior parte dei casi nel Medioevo. Questi aspetti furono il seme del sentimento nazionale unito all'odio contro l'Impero napoleonico che aveva occupato quasi tutta l'Europa.
In seguito il nazionalismo di prima generazione si sarebbe concluso nei suoi casi più estremi nel colonialismo (principalmente in Africa) o nel nazionalsocialismo o nel fascismo in Europa.

## Storia
Il nazionalismo nasce dal filosofo tedesco Fichte, che incitò i tedeschi a combattere per la liberazione nei suoi Discorsi alla nazione tedesca (1808). Fichte credeva nella leadership della cultura tedesca e della lingua come il legame più forte tra i membri di una comunità nazionale.
I nazionalismi non ebbero uno sviluppo omogeneo in tutti i paesi. In Germania, ad esempio, si esaltò la razza teutonica; nozione ideologica che un secolo dopo raggiungerà il suo estremo con il nazionalsocialismo. In alcuni paesi questo sentimento fu una forza trainante nel processo di espansione coloniale. In altri invece ebbe un segno completamente diverso.
Lo scopo di questi nazionalismi era recuperare la cultura della Patria e le sue caratteristiche al fine di recuperare l'identità nazionale contro il nemico invasore durante l'occupazione napoleonica. Dopo la caduta di Napoleone era già stato dato l'impulso a raggiungere questo obiettivo.
Le conseguenze di questo nazionalismo produssero la creazione della Svizzera nel 1815, le unificazioni della Germania e dell'Italia, l'indipendenza della Grecia dall'Impero ottomano e l'indipendenza del Belgio dai Paesi Bassi.